# Halowe Mistrzostwa Świata w Lekkoatletyce 1999 – bieg na 1500 m mężczyzn
Bieg na 1500 m mężczyzn – jedna z konkurencji rozgrywanych podczas halowych mistrzostw świata w lekkoatletyce w 1999. Eliminacje odbyły się 6 marca, a finał został rozegrany 7 marca.
Do eliminacji zgłoszonych zostało 21 zawodników z 18 państw.
Zawody w tej konkurencji wygrał reprezentant Etiopii Haile Gebrselassie. Drugą pozycję zajął zawodnik z Kenii Laban Rotich, trzecią zaś reprezentujący Hiszpanię Andrés Manuel Díaz.

## Wyniki

### Eliminacje
Źródło: 
Bieg 1
| Miejsce | Zawodnik           | Państwo           | Wynik   | Uwagi |
| ------- | ------------------ | ----------------- | ------- | ----- |
| 1.      | Ali Hakimi         | Tunezja           | 3:42,46 |       |
| 2.      | Adil Kaouch        | Maroko            | 3:42,53 |       |
| 3.      | William Tanui      | Kenia             | 3:42,54 |       |
| 4.      | Andrés Manuel Díaz | Hiszpania         | 3:42,58 |       |
| 5.      | Dirk Heinze        | Niemcy            | 3:42,80 |       |
| 6.      | Hamish Christensen | Nowa Zelandia     | 3:42,80 |       |
| 7.      | David Krummenacker | Stany Zjednoczone | 3:44,29 |       |
| 8.      | Sheldon Monderoy   | Trynidad i Tobago | 3:47,36 |       |
| –       | Ali Saïdi-Sief     | Algieria          | DNS     |       |
| –       | Farhad Heidari     | Iran              | DNS     |       |

Bieg 2
| Miejsce | Zawodnik             | Państwo           | Wynik   | Uwagi |
| ------- | -------------------- | ----------------- | ------- | ----- |
| 1.      | Haile Gebrselassie   | Etiopia           | 3:41,22 |       |
| 2.      | Rui Silva            | Portugalia        | 3:41,30 |       |
| 3.      | Laban Rotich         | Kenia             | 3:41,32 |       |
| 4.      | Eddie King           | Wielka Brytania   | 3:41,92 |       |
| 5.      | Richard Boulet       | Stany Zjednoczone | 3:42,53 |       |
| 6.      | Andriej Zadorożnyj   | Rosja             | 3:43,04 |       |
| 7.      | José Antonio Redolat | Hiszpania         | 3:45,52 |       |
| 8.      | Kiyoharu Sato        | Japonia           | 3:49,26 |       |
| 9.      | Alexis Sharangabo    | Rwanda            | 3:49,81 |       |
| 10.     | Chipako Chungu       | Zambia            | 3:53,46 |       |
| –       | Sampa Dendup         | Bhutan            | DNF     |       |

### Finał
Źródło: 
| Miejsce | Zawodnik           | Państwo           | Wynik   | Uwagi |
| ------- | ------------------ | ----------------- | ------- | ----- |
| 01 !    | Haile Gebrselassie | Etiopia           | 3:33,77 | CR    |
| 02 !    | Laban Rotich       | Kenia             | 3:33,98 |       |
| 03 !    | Andrés Manuel Díaz | Hiszpania         | 3:34,46 |       |
| 4.      | William Tanui      | Kenia             | 3:34,77 | PB    |
| 5.      | Rui Silva          | Portugalia        | 3:34,99 | NR    |
| 6.      | Ali Hakimi         | Tunezja           | 3:37,88 | SB    |
| 7.      | Adil Kaouch        | Maroko            | 3:38,48 | PB    |
| 8.      | Richard Boulet     | Stany Zjednoczone | 3:39,93 |       |
| 9.      | Eddie King         | Wielka Brytania   | 3:46,59 |       |